# Борек Вјелкополски
Борек Вјелкополски (пољ. Borek Wielkopolski) град је у Пољској у Великопољском војводству, гостињски повјат.

## Историја
Борек је добио градска права 1392. године од пољског краља Владислава II Јагело. Био је то приватни град, административно лоциран у војводству Калиш у Великопољској покрајини Краљевине Пољске.
Након заједничке немачко-совјетске инвазије на Пољску, која је започела Други светски рат у септембру 1939. године, село је било под немачком окупацијом до 1945. године. Окупатори су у граду водили логор за принудни рад за Јевреје.

## Демографија
| 2021. |
| ----- |
| 2.485 |

## Атракције
- Светиња посвећена Богородици из XVII века. Догађају се чуда над сликом Богородице из 1550-1575
- Црква из XV века